# Movimiento Sumar
Movimiento Sumar (SMR) är en spansk valkartell som bildades 31 maj 2023. I alliansen ingår ett dussin vänster- och klimatgrupper, bland annat Podemos.
I parlamentsvalet i Spanien 2023 gjorde Sumar ett starkt val med omkring tolv procent av rösterna och 31 mandat i parlamentet. 